# Ignis & Flamma
Ignis & Flamma is een Belgisch bier van hoge gisting.
Het bier wordt gebrouwen door De Struise Brouwers, Oostvleteren. Het is een goud- tot amberkleurig bier, type IPA met een alcoholpercentage van 7%. Ter gelegenheid van het 2de Borefts Festival van Brouwerij De Molen uit Nederland werden door verschillende deelnemende brouwerijen een bier gebrouwen naar het recept van Vuur & Vlam van brouwerij De Molen.